# مارگاریتا آپرسیان
مارگاریتا هراندی آپرسیان (ارمنی: Մարգարիտա Հրանտի Ապրեսյան؛ انگلیسی: Margarita Apresyan؛ زادهٔ ۱۹۶۰) کارشناس علوم پرورشی، مترجم اهل ارمنستان است.

## زندگی‌نامه
وی در ۱۹۶۰ به دنیا آمد و از دانشگاه دولتی زبان‌ها و علوم اجتماعی بروسوف ایروان (۱۹۸۲) و انستیتو دولتی زبان‌های خارجی تورز مسکو فارغ‌التحصیل گشت. وی در دانشگاه دولتی ایروان فعالیت کرده است. وی به زبان‌های ارمنی، روسی، انگلیسی و آلمانی تسلط دارد.

## یادداشت
1. ↑  բանասիրական գիտությունների թեկնածու
2. ↑  Մոսկվայի Թորեզի անվան օտար լեզուների պետական ինստիտուտ